# Os og Tinget
|  | Denne artikel er oprettet af botten PalnaBot ud fra en ekstern database. Den kan derfor have sproglige fejl eller mangler. Denne skabelon kan fjernes efter kontrol af indholdet. |

Os og Tinget er en dokumentarfilm instrueret af Christel Jakobsen efter manuskript af Christel Jakobsen.

## Handling
Hver dag året rundt vælger vi. Nogle valg ser måske vigtigere ud end andre, men de påvirker alle sammen vores hverdag og den måde, vi er til på. Nogle valg angår ikke kun os selv, men har betydning for hele det samfund, vi er medlemmer af. Her er det nødvendigt med dialog og et sæt spilleregler, men det er umuligt at lade flere millioner mennesker udtrykke deres meninger efter tur, når der samtidig skal træffes beslutninger. Derfor har vi valgt at lade os repræsentere af mennesker, der har holdninger og synspunkter, der ligner vores egne mest muligt, og som kan lovgive på vores vegne. De ydre rammer for det repræsentative danske demokrati finder vi på Christiansborg i København. Midtpunkt for folkestyret. »Os og Tinget« gennemgår folketingsarbejdet og rettigheder og pligter i det danske demokrati samt spørger to unge folketingsmedlemmer om deres syn på liv og arbejde på Christiansborg.